# José Alcides Pinto
José Alcides Pinto (Santana do Acaraú, 10 de setembro de 1923 - Fortaleza, 2 de junho de 2008) foi um jornalista, poeta e escritor brasileiro.

## Biografia
Era filho de um capitão de tropa de cigano e de uma descendente dos índios Tremembés. Formou-se em Jornalismo pela Faculdade Nacional de Filosofia da antiga Universidade do Brasil e em Biblioteconomia pela Biblioteca Nacional. Colaborou com suplementos literários de diversos jornais, como Diário Carioca, O Jornal, Diário de Notícias, Correio da Manhã e a revista Leitura. Organizou para os irmãos Pongetti duas antologias de novos poetas brasileiros, em 1950 e 1951. Pouco depois, em 1956, fundou no Ceará uma sucursal do movimento concretista.
Recebeu em 1969 o Prêmio José de Alencar da Universidade Federal do Ceará na categoria Romance e Conto, além do Prêmio Categoria Especial para Conto da Prefeitura Municipal de Fortaleza, em 1970. Lhe foi outorgado também o Prêmio Olavo Bilac da Academia Brasileira de Letras pelo conjunto da sua obra, em 2008.  
Morreu atropelado por uma motocicleta, em Fortaleza. Deixou uma obra de mais de 50 livros. 
Sobre o autor e sua obra existe uma farta bibliografia, enumerando-se entre esses livros: A Face do Enigma - José Alcides Pinto e Sua Escritura Literária (Fortaleza: Instituto da Gravura do Ceará, 2002), de autoria de Dimas Macedo. 

## Obra

### Romances
- Entre o sexo: a loucura a morte (1968);
- Trilogia da Maldição:
  - O Dragão (1964);
  - Os Verdes Abutres da Colina (1974);
  - João Pinto de Maria: Biografia de um Louco (1974);
- Trilogia Tempo dos mortos:
  - Estação da Morte (1968);
  - O Enigma (1974);
  - O Sonho (1974);
- Senhora Maria Hermínia - Vida e morte agoniada (1988)
- A Divina Relação do Corpo (1991)
- O Amolador de Punhais (1987)
- Manifesto Traído (1998)
- Tempo dos mortos (2007, reedição da trilogia)

### Contos
- Editor de Insônia

### Poesia
- As Tágides (1998)
- Relicário Pornô
- Fúria (1986)
- 20 Sonetos de Amor Romântico e Outros Poemas (1982)
- Guerreiros da Fome
- Cantos de Lúcifer (1966)
- Águas Novas (1975)

### Teatro
- Equinócio

### Crítica
- Política da Arte - Volumes I e II
- Noções de Poesia e Arte (1952)

Novela
- O Criador de demônios (1967)

## Prêmios
- 1969 - Prêmio José de Alencar da Universidade Federal do Ceará - Categoria Romance e Conto[6]
- 2008 - Prêmio ABL de Ficção, Romance, Teatro e Conto - Livro "Tempo dos mortos"[7]